# Tourouvre
Tourouvre is een plaats en voormalige gemeente in het Franse departement Orne in de regio Normandië en telt 1636 inwoners (1999).De plaats maakt deel uit van het arrondissement Mortagne-au-Perche.

## Geschiedenis
Tourouvre is op 1 januari 2016 gefuseerd met de gemeenten Autheuil, Bivilliers, Bresolettes, Bubertré, Champs, Lignerolles, La Poterie-au-Perche, Prépotin en Randonnai tot de gemeente Tourouvre au Perche, waarvan Tourouvre de hoofdplaats werd.  

## Geografie
De oppervlakte van Tourouvre bedraagt 24,0 km², de bevolkingsdichtheid is 68,2 inwoners per km².
De onderstaande kaart toont de ligging van Tourouvre met de belangrijkste infrastructuur en aangrenzende gemeenten.

## Demografie
Onderstaande figuur toont het verloop van het inwonertal (bron: INSEE-tellingen).
Autheuil · Bivilliers · Bresolettes · Bubertré · Champs · Lignerolles · La Poterie-au-Perche · Prépotin · Randonnai · Tourouvre